# Forceville-en-Vimeu
Forceville-en-Vimeu – miejscowość i gmina we Francji, w regionie Hauts-de-France, w departamencie Somma.
Według danych na rok 2011 gminę zamieszkiwało 260 osób, a gęstość zaludnienia wynosiła 87 osób/km² (wśród 2293 gmin Pikardii Forceville-en-Vimeu plasuje się na 738. miejscu pod względem liczby ludności, natomiast pod względem powierzchni na miejscu 1057.).